# François-Louis Tremblay
Pour les articles homonymes, voir Tremblay.
François-Louis Tremblay (né à Alma le 13 novembre 1980) est un patineur de patinage de vitesse sur courte piste canadien. Il a notamment participé aux Jeux olympiques de 2002, 2006 et 2010, récoltant un total de 5 médailles olympiques, dont 2 d'or. Avec ses 5 médailles, François-Louis Tremblay est l'un des deux hommes, avec Marc Gagnon, à avoir remporté autant de médailles lors des jeux d'hiver.

## Palmarès
- Jeux olympiques
  -  Médaille d'or sur relais 5 000 m aux Jeux olympiques d'hiver de 2010 à Vancouver
  -  Médaille de bronze sur 500 m aux Jeux olympiques d'hiver de 2010 à Vancouver
  -  Médaille d'argent sur relais 5 000 m aux Jeux olympiques d'hiver de 2006 à Turin
  -  Médaille d'argent sur 500 m aux Jeux olympiques d'hiver de 2006 à Turin
  -  Médaille d'or sur relais 5000m aux Jeux olympiques d'hiver de 2002 à Salt Lake City
- Honneurs
  - Médaille d'honneur de l'Assemblée nationale, 2002[1]
  - Médaille d'honneur de l'Assemblée nationale, 2006[1]